# Ecteinascidia garstangi
Ecteinascidia garstangi är en sjöpungsart som beskrevs av Sluiter 1898. Ecteinascidia garstangi ingår i släktet Ecteinascidia och familjen Perophoridae. Inga underarter finns listade i Catalogue of Life.